# Pristimantis scoloblepharus
Pristimantis scoloblepharus är en groddjursart som först beskrevs av Lynch 1991.  Pristimantis scoloblepharus ingår i släktet Pristimantis och familjen Strabomantidae. IUCN kategoriserar arten globalt som starkt hotad. Inga underarter finns listade i Catalogue of Life.